# Тиран (Доктор Хаус)
«Тиран» (англ. The Tyrant)  — третя серія шостого сезону американського телесеріалу «Доктор Хаус». Прем'єра епізоду проходила на каналі FOX 5 жовтня 2009. Доктор Хаус і його нова команда мають врятувати тирана, який вбив мільйони людей.

## Сюжет
У президента Дібали, якого обвинувачують у геноциді, раптово виникає блювання з кров'ю. Оскільки Тауб звільняється, а Тринадцяту звільняє сам Форман, Кадді просить Кемерон і Чейза приєднатися до його команди. Хаус також вирішує приєднатися, але ліцензію йому повернуть лише через місяць, тому Форман залишається головним. У країні Дібали епідемія малярії, тому Форман вважає, що потрібно розпочати лікування саме від неї. Проте Хаус думає, що отруєння діоксином більш підходить. Форман не радий появі Хауса, але погоджується із його версією, команда починає лікування. Невдовзі у пацієнта виникає серцевий напад, а до Чейза приходить чоловік і просить його, щоб Дібала не одужав, оскільки вбив його дружину і намагається вбити решту сітібі, яких залишилось всього 2 мільйони.
Команда розуміє, що у пацієнта не отруєння. Хаус пропонує версію з хворобою Ласса, Форман наказує почати лікування. Проте Дібала просить лікарів зробити переливання крові від жінки, яка два роки тому одужала після Ласса. Кемерон знає, що вона сітібі і просить жінку відмовитись, але вона дуже налякана і Кемерон погоджується. Невдовзі чоловік, який приходив до Чейза намагався вбити Дібалу. Охорона президента затримала його, але у Дібали виник крововилив у око і набряк лімфовузлів. Форман наказує зробити біопсію лімфовузлів для перевірки версії з лімфомою. Результат виявляється негативним, а у Дібали підвищується температура і значно погіршується тимчасова пам'ять. Хаус думає, що у нього склеродерма, а Форман — бластомікоз. Форман наказує почати лікування грибкового зараження.
Кемерон вирішує взяти аналіз на склеродерму і він виявляється позитивним, Форман визнає свою помилку і наказує почати лікування від склеродермії. Згодом у Дібали виникає кровотеча у легенях і зупинка серця. Команда намагається повернути його до життя, але їх зусилля марні. Форман дізнається, що Чейз підмінив позитивний аналіз на склеродермію. Нещодавно у лікарні померла жінка з цією ж хворобою, а довірившись команді Форман призначив неправильне лікування, від чого помер пацієнт. Чейз каже, що Кемерон до цього не причетна, а зробив він це, тому що знав, що Дібала не зупиниться і продовжить різню.

## Цікавинки
- Сусід Вілсона і Хауса вважає, що Хаус занадто голосно грюкає ціпком і починає доволі грубо ставитись до своїх сусідів. Він вдає із себе ветерана В'єтнамської війни, але Хаус знайшов багато доказів, які вказують на те, що він не ветеран. В кінці серії Хаус виліковує фантомні болі у втраченій руці чоловіка і той примирюється з ним.